# デイヴィッド・ミッチェル (建設業者)
デイヴィッド・ミッチェル（David Mitchell、1829年2月16日 – 1916年3月25日）は、スコットランド系オーストラリア人の建設業者。スコットランドのフォーファーシャー（現在のアンガス）に生まれ、オーストラリアへは1852年7月24日に到着した。
ミッチェルは、メルボルンのスコット教会(Scots' Church)、イースタンヒル地区にあるメルボルン・セント・パトリック大聖堂、ウィリアム・ストリートにあるメンジーズ・ホテル(Menzies Hotel)（1857年）、イースト・メルボルン地区のプレスビテリアン・レディース・カレッジ(Presbyterian Ladies' College)（1874年）などを建設したことで知られている。
ミッチャルの娘、ヘレン・ポーター・ミッチェルは、長じてオーストラリアを代表するソプラノ・オペラ歌手デイム・ネリー・メルバとなった。